# Județul Botoșani
Botoșani este un județ în nordul regiunii Moldova din România, ce face parte din regiunea de dezvoltare Nord-Est. La nord județul se învecinează cu Regiunea Cernăuți din Ucraina, la est se învecinează cu raioanele: Briceni, Edineț, Rîșcani și Glodeni din Republica Moldova, la sud cu județul Iași și la vest cu județul Suceava. În județul Botoșani se află 148 de iazuri, care se desfășoară pe o suprafață de 3.600 ha, ceea ce face ca județul Botoșani să ocupe locul II pe țară, după județul Tulcea, ca suprafață ocupată de luciul de apă.

## Istoric
În perioada secolelor XIV - XVIII pe teritoriul actualului județ existau ținuturile Dorohoi și Hârlău. Ținutul Hârlăului este atestat documentar într-un act dat de Iuga Ologul undeva între 2 iulie 1398 și 28 noiembrie 1399, în acest document este numit boierul „Bârlea de la Hârlău”, unul dintre membrii sfatului domnesc, iar Ținutul Dorohoi a fost menționat pentru prima dată la 6 octombrie 1407 într-un act în care, la Liov, boierii Țării Moldovei reînnoiesc jurământul către regele polonez, Vladislav Iagello, iar printre aceștia este menționat „Mihail de la Dorohoiu”.
Ținutul Botoșaniului a fost atestat documentar într-o listă de încasări ale goștinei (darea de porci) în 1757. Acesta a apărut ca urmare a decăderii târgului Hârlăului și a creșterii importanței Botoșaniului și a încorporat mare parte din teritoriile fostului ținut al Hârlăului. Pierderile teritoriale suferite de Moldova în 1775 și în 1812 duc la noi modificări ale limitelor ținutului.
În 1834 apar pentru prima dată județele ca formă de organizare administrativă în Moldova, iar în urma acestei reforme rezultă județele Botoșani și Dorohoi. În 1938 ca urmare a reformei administrative județul Dorohoi va deveni parte a Ținutului Suceava, iar Botoșaniul va deveni parte a Ținutului Prut. La organizarea administrativă în ținuturi se va renunța în 1944, iar începând cu 1950 se vor desființa județele Botoșani și Dorohoi acestea vor fi înlocuite de Regiunea Botoșani. Această regiune va supraviețui o scurtă perioadă de timp deoarece în 1952 a intrat în componența Regiunii Iași, iar în 1956 a fost transferată Regiunii Suceava.
Județul Botoșani în forma actuală a fost înființat în 1968 prin Legea nr. 2/1968 ce stabilește reședința în municipiul Botoșani. La acea dată se organizează 66 de comune, 3 orașe (Darabani, Dorohoi și Săveni) și un municipiu.

## Politica

Hartă politică a județului Botoșani după alegerile din 2024

Județul Botoșani este administrat de un consiliu județean format din 32 consilieri. În urma alegerilor locale din 2024, consiliul este prezidat de Valeriu Iftime[*] de la PNL, iar componența politică a Consiliului este următoarea:
|  | Partid                          | Consilieri | Componența Consiliului | Componența Consiliului | Componența Consiliului | Componența Consiliului | Componența Consiliului | Componența Consiliului | Componența Consiliului | Componența Consiliului | Componența Consiliului | Componența Consiliului | Componența Consiliului | Componența Consiliului | Componența Consiliului | Componența Consiliului | Componența Consiliului |
|  | ------------------------------- | ---------- | ---------------------- | ---------------------- | ---------------------- | ---------------------- | ---------------------- | ---------------------- | ---------------------- | ---------------------- | ---------------------- | ---------------------- | ---------------------- | ---------------------- | ---------------------- | ---------------------- | ---------------------- |
|  | Partidul Social Democrat        | 15         |                        |                        |                        |                        |                        |                        |                        |                        |                        |                        |                        |                        |                        |                        |                        |
|  | Partidul Național Liberal       | 14         |                        |                        |                        |                        |                        |                        |                        |                        |                        |                        |                        |                        |                        |                        |                        |
|  | Alianța pentru Unirea Românilor | 3          |                        |                        |                        |                        |                        |                        |                        |                        |                        |                        |                        |                        |                        |                        |                        |

## Diviziuni administrative
Județul este format din 78 unități administrativ-teritoriale: 2 municipii, 5 orașe și 71 de comune.
Lista de mai jos conține unitățile administrativ-teritoriale din județul Botoșani.
| Stemă              | Nume               | Tip de localitate            | Populație          | Imagine            |
| Municipii și orașe | Municipii și orașe | Municipii și orașe           | Municipii și orașe | Municipii și orașe |
| ------------------ | ------------------ | ---------------------------- | ------------------ | ------------------ |
|                    | Botoșani           | municipiu reședință de județ | 106.847            |                    |
|                    | Dorohoi            | municipiu                    | 24.309             |                    |
|                    | Bucecea            | oraș                         | 4.274              |                    |
|                    | Darabani           | oraș                         | 9.893              |                    |
|                    | Flămânzi           | oraș                         | 10.136             |                    |
|                    | Săveni             | oraș                         | 6.999              |                    |
|                    | Ștefănești         | oraș                         | 5.314              |                    |
| Comune             |                    |                              |                    |                    |
|                    | Adășeni            | comună                       | 1.388              |                    |
|                    | Albești            | comună                       | 6.387              |                    |
|                    | Avrămeni           | comună                       | 3.751              |                    |
|                    | Blândești          | comună                       | 2.000              |                    |
|                    | Broscăuți          | comună                       | 2.928              |                    |
|                    | Brăești            | comună                       | 1.937              |                    |
|                    | Bălușeni           | comună                       | 4.670              |                    |
|                    | Concești           | comună                       | 1.761              |                    |
|                    | Copălău            | comună                       | 4.053              |                    |
|                    | Cordăreni          | comună                       | 1.783              |                    |
|                    | Corlăteni          | comună                       | 2.211              |                    |
|                    | Corni              | comună                       | 6.545              |                    |
|                    | Coșula             | comună                       | 2.944              |                    |
|                    | Coțușca            | comună                       | 4.627              |                    |
|                    | Cristești          | comună                       | 4.535              |                    |
|                    | Cristinești        | comună                       | 3.617              |                    |
|                    | Curtești           | comună                       | 4.577              |                    |
|                    | Cândești           | comună                       | 1.847              |                    |
|                    | Călărași           | comună                       | 3.553              |                    |
|                    | Dersca             | comună                       | 3.124              |                    |
|                    | Dimăcheni          | comună                       | 1.413              |                    |
|                    | Dobârceni          | comună                       | 2.729              |                    |
|                    | Drăgușeni          | comună                       | 2.556              |                    |
|                    | Durnești           | comună                       | 3.741              |                    |
|                    | Dângeni            | comună                       | 3.033              |                    |
|                    | Frumușica          | comună                       | 5.657              |                    |
|                    | George Enescu      | comună                       | 3.279              |                    |
|                    | Gorbănești         | comună                       | 3.434              |                    |
|                    | Havârna            | comună                       | 4.569              |                    |
|                    | Hilișeu-Horia      | comună                       | 3.415              |                    |
|                    | Hlipiceni          | comună                       | 3.420              |                    |
|                    | Hudești            | comună                       | 6.067              |                    |
|                    | Hănești            | comună                       | 2.176              |                    |
|                    | Ibănești           | comună                       | 3.901              |                    |
|                    | Leorda             | comună                       | 2.181              |                    |
|                    | Lozna              | comună                       | 1.890              |                    |
|                    | Lunca              | comună                       | 4.355              |                    |
|                    | Manoleasa          | comună                       | 3.315              |                    |
|                    | Mihai Eminescu     | comună                       | 6.954              |                    |
|                    | Mihăileni          | comună                       | 2.326              |                    |
|                    | Mihălășeni         | comună                       | 2.214              |                    |
|                    | Mileanca           | comună                       | 2.726              |                    |
|                    | Mitoc              | comună                       | 1.878              |                    |
|                    | Nicșeni            | comună                       | 2.604              |                    |
|                    | Pomârla            | comună                       | 2.661              |                    |
|                    | Prăjeni            | comună                       | 3.210              |                    |
|                    | Păltiniș           | comună                       | 2.794              |                    |
|                    | Ripiceni           | comună                       | 1.917              |                    |
|                    | Roma               | comună                       | 3.249              |                    |
|                    | Românești          | comună                       | 1.944              |                    |
|                    | Răchiți            | comună                       | 4.443              |                    |
|                    | Rădăuți-Prut       | comună                       | 3.339              |                    |
|                    | Răuseni            | comună                       | 2.817              |                    |
|                    | Santa Mare         | comună                       | 2.749              |                    |
|                    | Stăuceni           | comună                       | 3.619              |                    |
|                    | Suharău            | comună                       | 4.792              |                    |
|                    | Sulița             | comună                       | 3.060              |                    |
|                    | Todireni           | comună                       | 3.323              |                    |
|                    | Trușești           | comună                       | 5.229              |                    |
|                    | Tudora             | comună                       | 5.096              |                    |
|                    | Ungureni           | comună                       | 6.623              |                    |
|                    | Unțeni             | comună                       | 2.771              |                    |
|                    | Viișoara           | comună                       | 1.953              |                    |
|                    | Vlădeni            | comună                       | 4.560              |                    |
|                    | Vlăsinești         | comună                       | 3.132              |                    |
|                    | Vorniceni          | comună                       | 4.052              |                    |
|                    | Vorona             | comună                       | 7.492              |                    |
|                    | Vârfu Câmpului     | comună                       | 3.420              |                    |
|                    | Văculești          | comună                       | 1.948              |                    |
|                    | Șendriceni         | comună                       | 3.895              |                    |
|                    | Știubieni          | comună                       | 2.695              |                    |

## Geografie
- Așezare: regiune cuprinsă între râurile Siret și Prut, în extremitatea de nord-est a țării, la granița cu Ucraina (la nord) și Republica Moldova (la est). La vest și sud se învecinează cu județele Suceava și Iași;
- Suprafață: 4.986 kmp (respectiv 2,1% din teritoriul țării);
- Populație: 412.626 după recensământul efectuat în anul 2011;
- Orașe: Botoșani – reședința de județ, având 106.847 de locuitori, se înscrie în istoria noastră națională nu numai cu importante evenimente de profundă semnificație pentru trecutul poporului nostru, ci și cu o inestimabilă contribuție pe care fiii acestor meleaguri și-au adus-o la patrimoniul culturii naționale și universale. Istoria Botoșaniului începe din vremuri îndepărtate. Numele reședinței de județ "Botoșani" este menționat în documente, pentru prima oară, în anul 1439, vechimea sa fiind însă mult mai mare. Din târgul Botoșaniului au purces nenumărate acte și hrisoave purtând pecețile unor domnitori ca: Petru Rareș, Ștefan Tomșa, Alexandru Lăpușneanu, Eremia Movilă și alții. Celelalte orașe ale județului sunt: Darabani, Dorohoi, Săveni.
- Relieful: predominant deluros, care deși nu este prea variat, este un tărâm al frumuseții blânde, ale unei naturi trainice și prietenoase, etalând o netulburata armonie. Unitățile sale sunt: Dealurile Siretului și Câmpia Jijiei Superioare, dispuse de la nord (partea deluroasă a câmpiei Jijiei, cu coline domoale ce nu depășesc 200 m), spre est (câmpia de lângă Prut) și spre vest (terasele înalte de pe malul stâng al Siretului, care fac parte din zona sud-estică a Podișului Moldovei, cu înălțimi de 300 m);
- Clima: este temperat - continentală, influențată puternic de masele de aer din estul continentului, fapt ce determină ca temperatura medie anuală să fie mai redusă decât în restul țării (8-9 °C), cu precipitații variabile , cu ierni sărace în zăpadă, cu veri ce au regim scăzut de umezeală, cu vânturi predominante din nord-vest și sud-vest;
- Cursurile de apă: au o direcție nord-vest, sud-est, fiind formate din Prut la est și Siret la vest, Bașeu și Jijia în centru, cu afluenții importanți: Sitna, Miletin, Dresleuca ce formează culoare depresionare largi cu lunci extinse ce brăzdează județul, determinând crearea artificială a peste 150 iazuri, utilizate pentru echilibrarea debitelor, irigații, alimentare cu apă, piscicultură. În zona localităților Stânca - Costești a fost construit un important nod hidrotehnic, realizându-se una din cele mai mari acumulări din țară, cu un volum de 1,5 miliarde mc apă, cu o suprafață de 1.600 ha și o lungime de 70 km.
- Lacuri: Din mulțimea iazurilor, ce conferă o frumusețe aparte putem aminti: Drăcșani (440 ha pe valea Sitnei); Negreni (304 ha pe valea Bașeu), Cal Alb; Hănești; Mileanca, Havârna;

## Demografie
Conform rezultatelor definitive ale Recensământului populației din 2011, județul Botoșani avea o populație stabilă de 412.626 de persoane, din acestea 209.440 de femei, reprezentând 50,76% din populație, și 203.186 de bărbați, reprezentând 49,24%, înregistrâdu-se o densitate de 83 de locuitori pe km2. În mediul urban locuiesc 167.772 de persoane (81.487 de bărbați și 86.285 de femei), reprezentând 40,66% din populația județului, iar în mediul rural 59,34% din populație, adică 244.854 de persoane (121.699 de bărbați și 123.155 de femei).
Structura populației stabile după limba maternă în județul Botoșani se prezenta astfel: română 390.424 (94,62%), maghiară 36 (0,01%), romani 2.513 (0,61%), ucraineană 419 (0,1%), germană 19, turcă 19, rusă 159 (0,04%), italiană 20, greacă 16, armeană 3, idiș 16, altă limbă 52 (0.01%), nedeclarată 18.924 (4,59%).
Județul Botoșani - evoluția demografică

|  | Graficele sunt indisponibile din cauza unor probleme tehnice. Mai multe informații se găsesc la Phabricator și la wiki-ul MediaWiki. |

Date: Recensăminte sau birourile de statistică - grafică realizată de Wikipedia

Componența etnică a Județului Botoșani
     Români (94,6%)
     Rromi (0,6%)
     Necunoscută (4,5%)

## Economia
Industria confecțiilor textile din județul Botoșani este cea mai mare din țară, atât după numărul mare de angajați din sector, cât și al fabricilor existente.
În anul 2014, în județ existau aproximativ 10.000 de oameni care lucrau în cele aproximativ 100 de fabrici de confecții, care aveau de la 10 la 800 de salariați.
Prima fabrică de îmbrăcăminte a fost inaugurată pe 8 noiembrie 1948, după ce un grup de 30 de evrei stabiliți atunci în Botoșani a decis să pună bazele societății comerciale Republica.
Pe timpul regimului comunist, industria textilă a cunoscut o nouă dezvoltare, Botoșaniul având două mari fabrici, fiecare cu peste 2.000 de oameni, una la Botoșani, iar cealaltă la Dorohoi, dar și o fabrică de țesături cu peste 10.000 de angajați (Uzinele Textile Moldova) și mai multe filaturi.
În anul 1979 a fost inaugurată Centrala hidroelectrică de la Stânca - Costești. Centrala hidroelectrică de la Stânca-Costești este o hidrocentrală pe râul Prut, construită în dreptul localităților Stânca (Ștefănești), Botoșani, România și Costești din Republica Moldova.
Barajul Stânca - Costești a fost construit pe râul Prut, la hotarul României cu Republica Moldova, odată cu construcția centralei hidroelectrice omonime. Barajul formează lacul de acumulare cu același nume care are o suprafață de 59 km² (este cel mai mare lac de acumulare din România).

## Edificii culturale
- Atelierul de ceramică, aparține familiei Iacinschi din Botoșani. Aici se produce și comercializează ceramică tradițională de tip Kuty și Cucuteni. De peste 3 decenii meștera Sonia Iacinschi, realizează platouri, farfurii, ulcioare, căni, vaze, cahle și multe alte obiecte necesare omului în casă sau obiecte de decor. La Botoșani, ceramica de tip Kuty, se lucra cu mult timp înainte de 1970, într-un atelier din cartierul Barbu Lăzăreanu. În data de 23 aprilie 2000, Doamna Sonia Iacinschi primește titlul de Cetățean de Onoare al Municipiului Botoșani, pentru merite deosebite în promovarea valorilor spirituale și imaginii Municipiului Botoșani pe plan național și internațional.
- Casa Memorială „Mihai Eminescu” - Ipotești  , (la 8 km de Botoșani), casa în care a copilărit luceafărul poeziei românești, genialul Mihai Eminescu (1850 - 1889), care a dat culturii românești și universale o operă de mare valoare artistică;
- Casa Memorială „George Enescu” din Liveni[9], casa natală a marelui compozitor, dirijor, pianist și violonist George Enescu - reface atmosfera primilor ani ai copilăriei sale, oferind vizitatorilor posibilitatea întâlnirii cu primele sale jucării, desene, creații muzicale, cu cărțile și manualele anilor copilăriei și a primelor sale studii, alături de pianina celor dintâi compoziții. Totodată, fotografii și manuscrise întregesc imaginea timpului petrecut de George Enescu la Liveni, în satul natal.
- Casa Memorială „Nicolae Iorga” - Botoșani[10], organizată în una din casele în care s-a născut și a copilărit marele istoric Nicolae Iorga. Două încăperi ale casei sunt alocate unei expoziții foto - documentare și unei săli multifuncționale unde sunt expuse primele ediții ale operei lui Nicolae Iorga. În altă cameră este adăpostită o bibliotecă istorică, alcătuită din carte curentă achiziționată în ultimii ani. Salonul familiei redă un interior datând din ultimele decenii ale secolului trecut;
- Capela "Sfântul Teodor Sicheotul" din Stâncești - monument istoric construit în anul 1837 de vornicul Alexandru Callimachi
- Muzeul Memorial „George Enescu” din Dorohoi  Arhivat în 11 mai 2008, la Wayback Machine. . Sălile expoziției de bază ale Muzeului Memorial " George Enescu" din Dorohoi (înființat în anul 1957) oferă vizitatorului un bogat material documentar enescian, constituit din instrumente muzicale, partituri, programe de concert ținute în țară și străinătate, fotografii, cărți, lucrări de artă contemporane și postume, redându-l pe marele muzician român;
- Muzeul memorial „Octav Onicescu” din Botoșani  Arhivat în 20 august 2008, la Wayback Machine. , înființat în octombrie 1995 (desființat în 2006), adăpostește piese de mobilier care au aparținut matematicianului și filosofului Octav Onicescu, fiind expuse de asemenea manuscrise, scrisori, diplome, cărți din biblioteca personală, fotografii de familie, decorații, redând imaginea unor încăperi intime matematicianului;
- Muzeul județean (Secția de etnografie) - Botoșani [nefuncțională]
, clădirea este un valoros monument de arhitectură datând de la sfârșitul secolului al XVIII și reprezentând casa lui Manolache Iorga, străbunicul marelui istoric Nicolae Iorga. Organizat și deschis publicului din anul 1989, muzeul valorifică cele mai importante elemente ale civilizației rurale a Botoșanilor: principalele ocupații(agricultura, creșterea animalelor, vânatoarea, pescuitul, albinăritul), meșteșugurile tradiționale ( torsul, cusutul, cojocăritul, olăritul), costumul popular, datinile și obiceiurile specifice acestei zone. Interiorul de locuință readuce în prezent ideea de viață tradițională, prin mobilier, obiecte de uz casnic și prin locul de preparare a hranei. Ceramica de Cucuteni, ouăle încondeiate, covoarele tradiționale, măștile populare sunt bine reprezentate în acest muzeu.
- Muzeul județean (Secția de istorie și arheologie) - Botoșani (judetean botosani.html ), monument istoric a cărui clădire datează din anul 1913 prezintă în cele 17 săli de expoziție, dispuse la parter și etaj, cele mai semnificative momente ale evoluției zonei Botoșanilor din preistorie până în contemporaneitate. Vizitatorul este invitat să descopere vestigii ale civilizației, paleoliticului, neoliticului (ceramica de Cucuteni), bronzului și fierului. Sunt expuse unelte și arme din piatră șlefuită și os, ceramică pictată, figurine antropomorfe și zoomorfe, peceți ce au aparținut unor domnitori moldoveni, obiecte de podoabă, etc. Reține atenția, în mod deosebit, cel mai vechi adăpost omenesc din Europa de S-E, descoperit la Ripiceni și reconstituit parțial.
- Muzeul de Științe ale Naturii din Dorohoi - 21k Arhivat în 11 mai 2008, la Wayback Machine.. Acest muzeu a luat ființă în anul 1953. Clădirea - monument arhitectural în stil baroc, a fost construită în anul 1887. Patrimoniul muzeului cuprinde piese naturalizate din toate grupele sistematice: minerale, plante, moluște, pești, păsări, mamifere, păsări exotice (din Africa), etc
- Muzeul de Arheologie din Săveni (atractie-ro-Botosani-1-Muzee-Muzeul de Arheologie Saveni-3620-S a %EEnfi...[nefuncțională]
). Acest muzeu înființat în anul 1964, cu sălile expoziției de bază consacrate arheologiei, prezintă vestigii arheologice descoperite în așezările și necropolele de la Ripiceni, Miorcani, Drăgușeni, Hănești și Săveni din epoca paleoliticului și până în aceea a marilor migrații.
- Galeriile de artă "Ștefan Luchian" - Botoșani id=169&localit id=114[nefuncțională]
, reprezintă Secția de Artă a Muzeului Județean. Aici este valorificat patrimoniul artistic botoșănean, patrimoniu ce cuprinde lucrările artiștilor plastici Ștefan Luchian, Octav Băncilă, precum și a numeroși artiști plastici contemporani, lucrările unor renumiți graficieni printre care ale Ligiei Macovei, cea mai bună ilustratoare a poeziilor lui Mihai Eminescu, sculpturile semnate de Iulia Onilă și Dan Covătaru sau tapițeriile create de Cela Neamțu, Aspazia Burduja și Ileana Balotă;
- Teatrul „Mihai Eminescu” - Botoșani Arhivat în 6 februarie 2009, la Wayback Machine. ; clădirea a fost inaugurată în anul 1914, distrusă parțial în timpul bombardamentelor din anul 1944 și refacută ulterior în 1958 și anii '90. Aici activează o talentată echipă de actori a căror evoluție remarcabilă a fost încununată în anul 2001 cu Marele Premiu al Festivalului Internațional de Teatru de la Piatra Neamț. Sala mare a teatrului găzduiește numeroase alte activități culturale din care cele mai importante sunt concertele simfonice susținute de Filarmonica de Stat din Botoșani.
- Teatrul de Păpuși "Vasilache" - Botoșani (body?i org id=100314&i city id=86&i county id=-1&i cntry... Arhivat în 4 martie 2005, la Wayback Machine.), trupa de actori păpușari botoșăneni, deosebit de apreciată atât în țară cât și în străinătate (laureată a Festivalului Internațional de Păpuși de la Silistra - Bulgaria în luna iunie 2001) a adoptat o manieră originală de prezentare a spectacolelor în cadrul manifestărilor publice organizate tot mai des la Botoșani. Reprezentațiile actorilor păpușari botoșăneni reprezintă o încântare pentru cei mai devotați spectatori: copiii. O dată la doi ani se organizează Gala Internațională a Recitalurilor Păpușerești, care prilejuiește întâlnirea la Botoșani a celor mai prestigioase colective de actori păpușari atât din țară cât și din străinătate;
- Filarmonica de Stat - Botoșani  , clădirea filarmonicii denumită și vila Ventura a fost construită la sfârșitul secolului XIX în stil neoclasic. Activitatea Filarmonicii de Stat Botoșani este recunoscută și în afara județului, artiștii fiind invitați în mod permanent să participe la diferite spectacole în țară și străinătate. Filarmonica botoșăneană este principalul organizator al manifestărilor omagiale dedicate lui George Enescu, manifestări care se bucură în fiecare an de prezența unor personalități din lumea artei și culturii românești;
- Orchestra "Rapsozii Botoșanilor" - Botoșani , instituție ce numără mai multe decenii de activitate, are în repertoriul său o multitudine de cântece populare moldovenești, romanțe, etc. Ansamblul s-a bucurat pe durata a mai multor ani de prezența unor artiste remarcabile cum ar fi Sofia Vicoveanca, Laura Lavric, Daniela Condurache samd. Artiștii ansamblului sunt recunoscuți pe plan național și internațional prin numeroasele premii câștigate;
- Inspectoratul pentru Cultură - Botoșani  Arhivat în 1 mai 2011, la Wayback Machine., este o instituție care pe plan local și-a asumat sarcini deosebite legate de manifestările omagiale dedicate personalităților botoșănene (Eminescu, Iorga, Luchian, Onicescu s.a.) precum și în derularea de proiecte și programe cu caracter cultural artistic: Festivalul Usturoilui - Copalau, Festivalul folcloric al Cântului moldovenesc "Satule mândră grădină", Festivalul național de muzică folk pe versuri de Mihai Eminescu, Festivalul folcloric "Serbările pădurii" de la Vorona, etc
- Biblioteca Județeană „Mihai Eminescu” din Botoșani , clădirea bibliotecii, cunoscută și sub numele de "Casa Moscovici", este o adevărată bijuterie arhitectonică, construită la sfârșitul secolului al XIX, îmbinând într-o sinteză armonioasă elemente ale arhitecturii franceze cu cele germane. Biblioteca deține un valoros fond de carte cu peste 380.000 volume;
- Centrul Vechi din Botoșani id=174&localit id=114[nefuncțională]
, este partea cea mai veche a orașului din punct de vedere arhitectonic, care grupează un număr mare de clădiri cu destinație comercială datând din secolele XVII-XVIII. Clădirile sunt dispuse sub forma de L, iar fațadele spre stradă au forme arhitecturale din cele mai diverse, mai ales de factură apuseană, prelucrate creator în forme tradiționale, specifice acestui tip de construcții. Curțile interioare prezintă ordonanța clasică a caselor de târgoveți, cu galerii din stâlpi de lemn, balcoane din fier forjat și geamlâcuri susținute de console de lemn profilate.
- Principalele destinații turistice din Botoșani În județ există numeroase alte construcții cu valoare arhitectonică deosebită, printre care menționăm:
  1. Casa "Antipa", sfârșitul sec al XIX-lea
  2. Casa "Bolfosu", începutul sec. al XIX-lea
  3. Casa "Silion", datează din jurul anului 1900
  4. Clădirea Primăriei, construită la sfârșitul secolului al XVIII-lea în stil eclectic, de influență germană
- Așezarea fortificată de la Stâncești

## Cultură
Printre personalitățile județului Botoșani se regăsesc:
- Grigore Antipa (1866 – 1944), naturalist
- Emil Bobu (1927 – 2014), politician
- Demostene Botez (1893 – 1973), poet
- Dimitrie Brândză (1846 – 1895), botanist
- Mihai Eminescu (1850 – 1889), poet
- George Enescu (1881 – 1955), compozitor
- Nicolae Iorga (1871 – 1940), istoric și politician
- Ștefan Luchian (1868 – 1916), pictor
- Gheorghe Moroșanu (b. 1950), matematician
- Dimitrie Pompeiu (1873 – 1954), matematician
- Galaction Cordun (1883 – 1959), cleric ortodox
- Teoctist Arăpașu (1915 - 2007), patriarh al Bisericii Ortodoxe Române

Scriitori botoșăneni contemporani: 

## Sport

### Fotbal
Orașul Botoșani este reprezentat in Superliga României la fotbal de echipa FC Botoșani. AJF Botoșani organizează la nivel județean Liga a IV-a Botoșani și Liga a V-a Botoșani de fotbal.

### Volei
Echipa de volei Pro Volei Botoșani reprezintă județul în primul eșalon valoric al voleiului feminin din România